# Inajá (kommun i Brasilien, Pernambuco)
Inajá är en kommun i Brasilien.   Den ligger i delstaten Pernambuco, i den östra delen av landet, 1 300 km nordost om huvudstaden Brasília. Antalet invånare är 19 081.
Omgivningarna runt Inajá är huvudsakligen savann. Runt Inajá är det glesbefolkat, med 12 invånare per kvadratkilometer.